# یوخاری اوزال لیک تپه
یوخاری اوزال لیک تپه مربوط به دوران‌های تاریخی پس از اسلام است و در شهرستان بوئین‌زهرا، بخش آوج، روستای استلج واقع شده و این اثر در تاریخ ۲۵ اسفند ۱۳۸۰ با شمارهٔ ثبت ۵۶۱۳ به‌عنوان یکی از آثار ملی ایران به ثبت رسیده است.